# Kvášňovická lípa
Kvášňovická lípa je památný strom u vsi Kvášňovice, severně od Horažďovic. Dvěstěsedmdesátiletá  lípa velkolistá (Tilia platyphyllos) roste při polní cestě z Kvášňovic do Defurových Lažan, v nadmořské výšce 540 m. V roce 1977 obvod jejího kmene měřil 383 cm a koruna stromu dosahovala do výšky 23 m, v roce 2009 obvod kmene měřil 490 cm. Lípa je chráněna od roku 1978 jako krajinná dominanta.

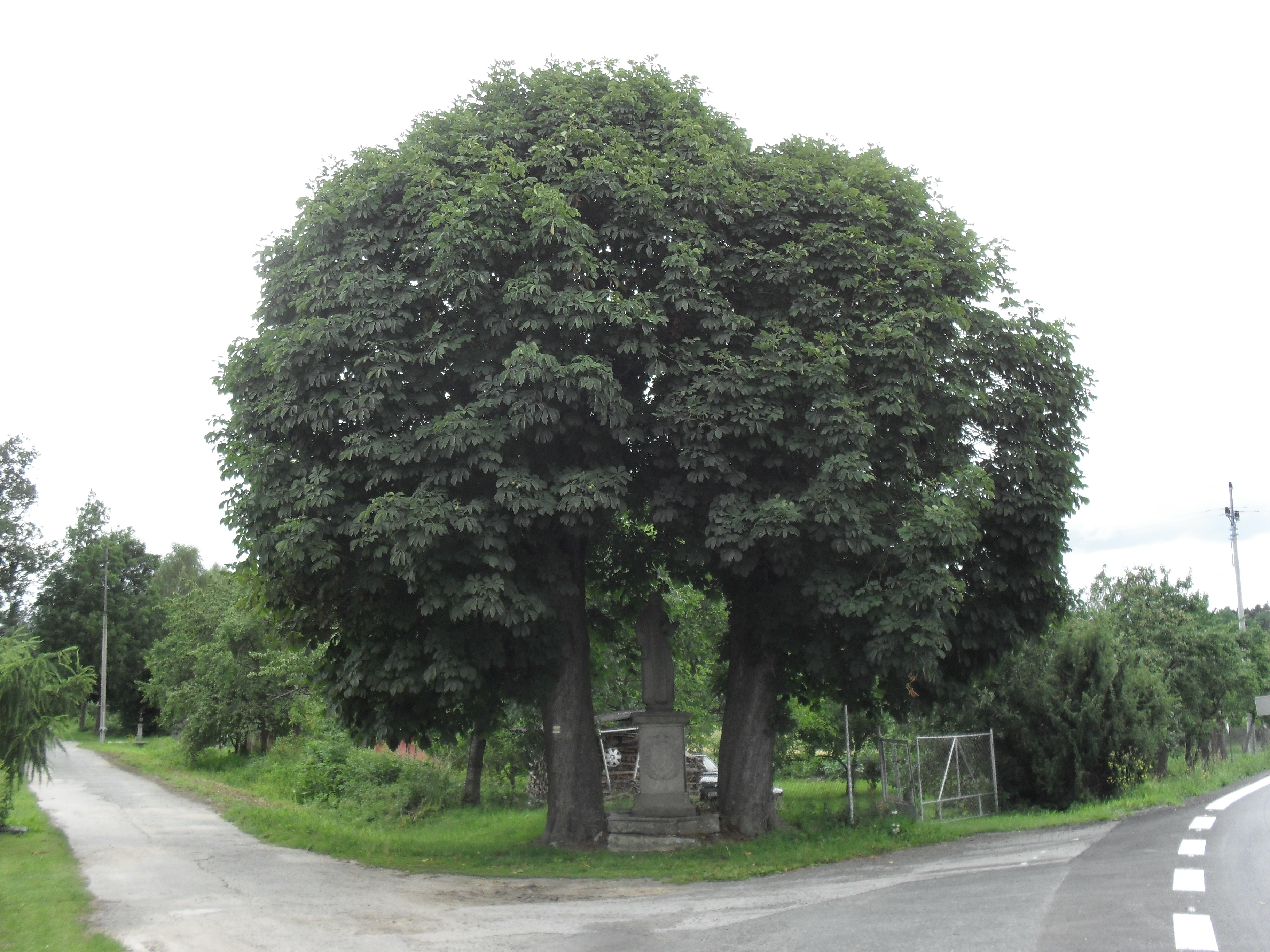
Dva jírovce v Defurových Lažanech u odbočky ke Kvášňovické lípě
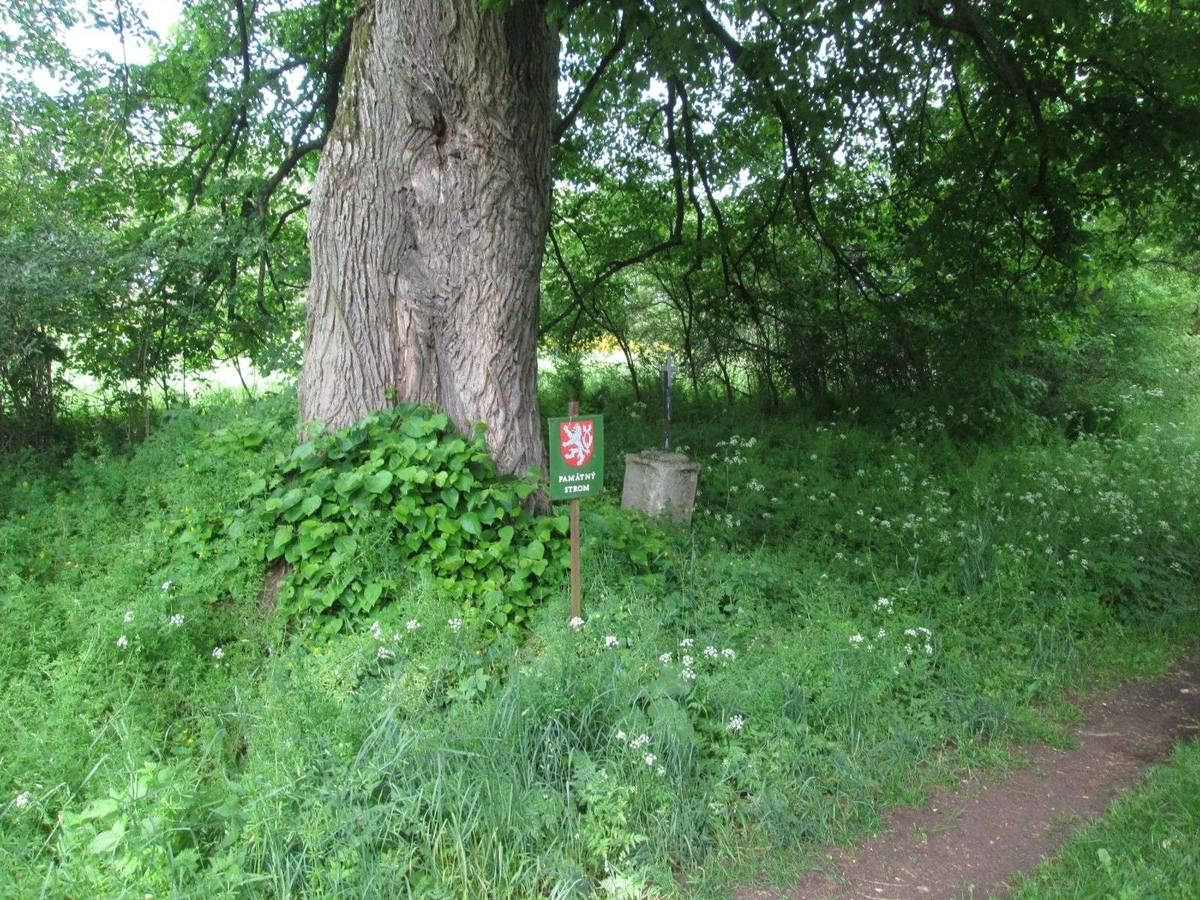
Kmen lípy
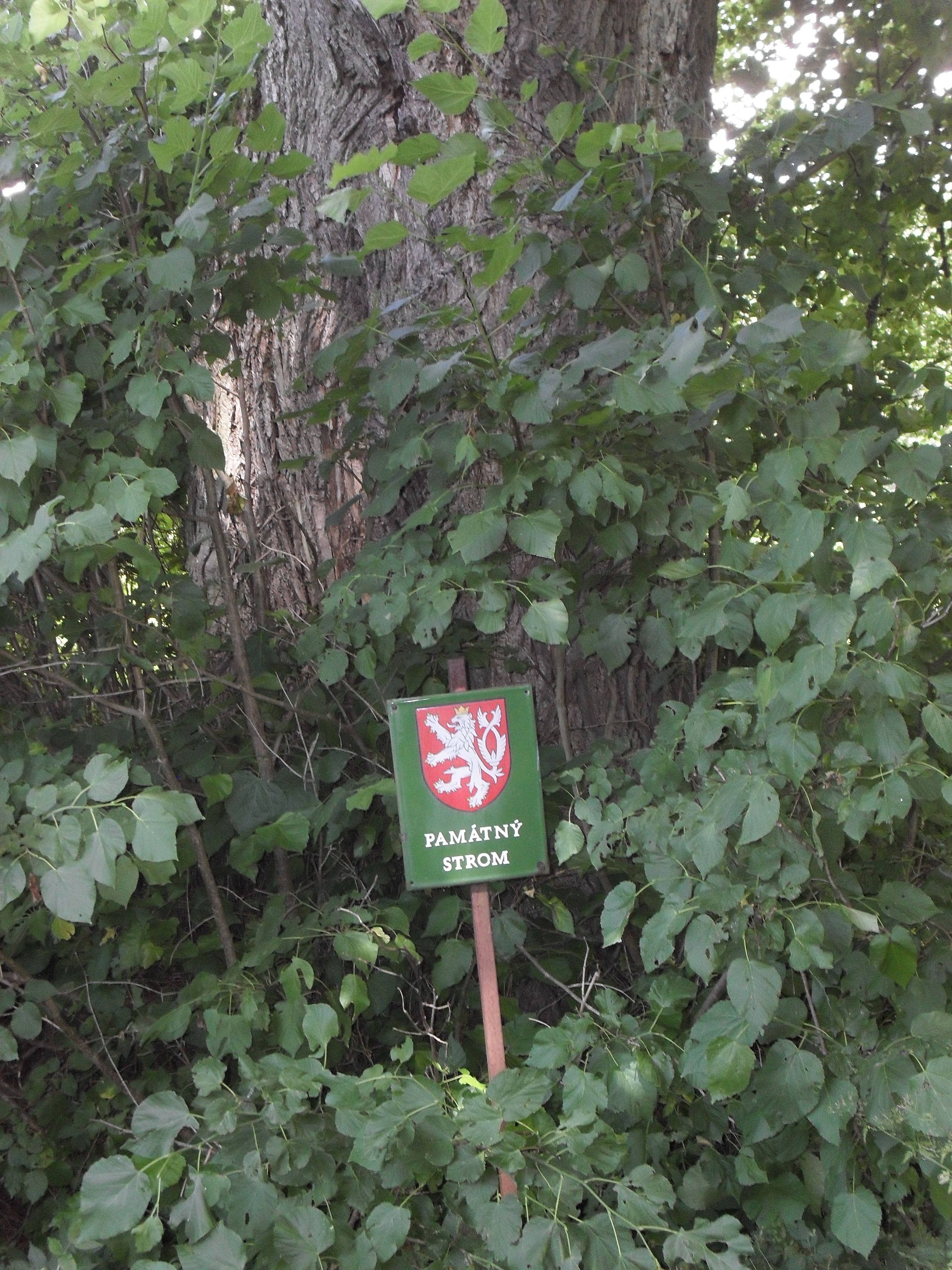
Detail kmene a cedule památného stromu
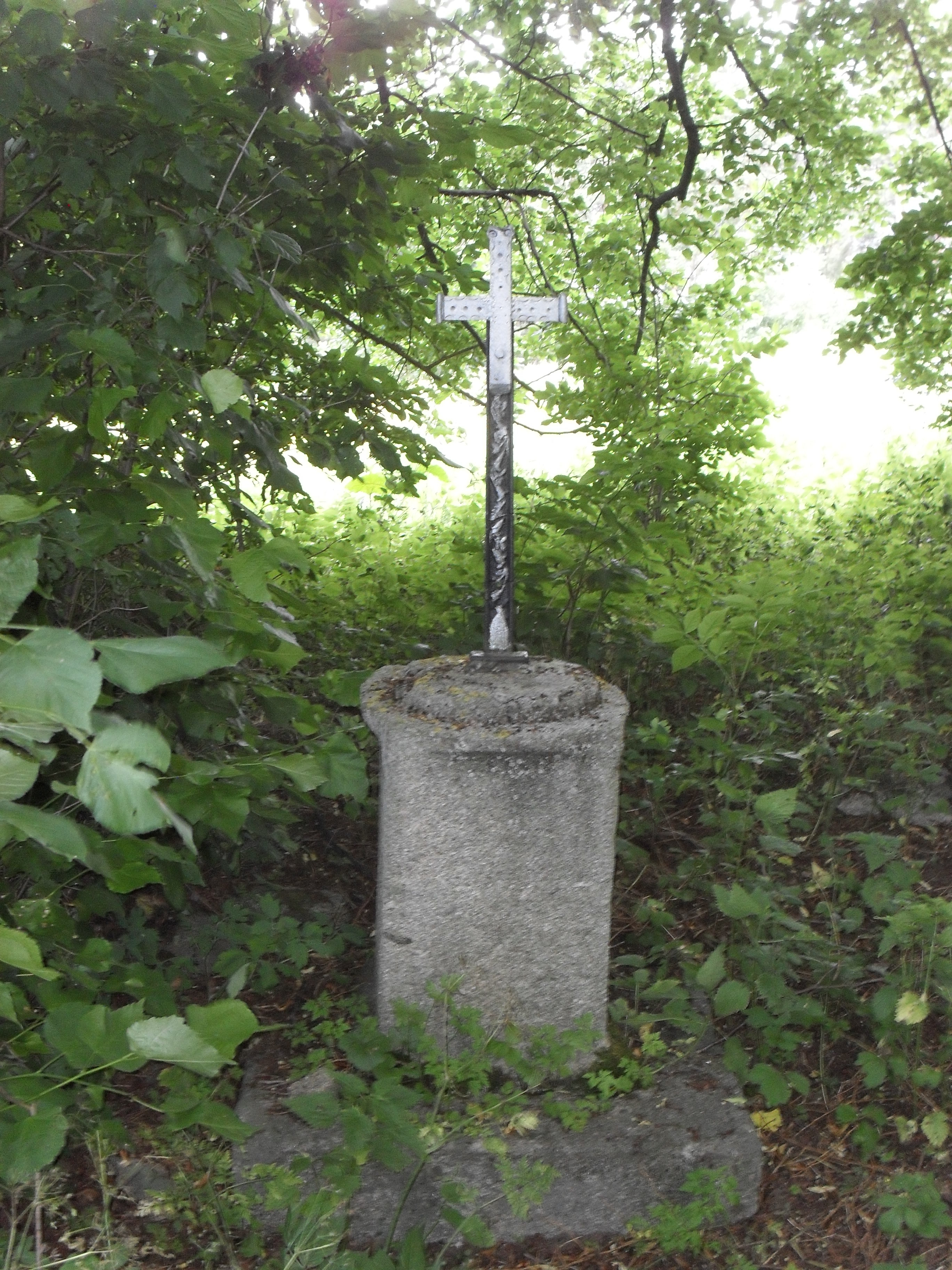
Památeční kříž u lípy

## Stromy v okolí
- Oselecká lípa